# Roswitha Trimborn
Roswitha Trimborn (ca. 1940) is een Duits klavecimbelspeler.

## Levensloop
Trimborn nam tweemaal deel aan de internationale klavecimbelwedstrijd in Brugge, in het kader van het Festival Musica Antiqua. In 1965 bekwam ze een eervolle vermelding en in 1968 een attest. Op zich was dit al een aardige aanmoediging.
Ze doceerde aan de Muziekhogeschool in Aken en dit tot minstens in 2000. Onder haar leerlingen: Alexander Moseler (organist, Kirchenmusiker aan de Evangelische Friedenskirche in Dortmund-Nordost, Harald Lochter (Camerata Aachen), Theo Krings (directeur Jeugdmuziekschool Heinsberg), Eckhard Manz (Kantor Evangelische Kerken Essen-Altstadt-Mitte), René Rolle (Docent kerkmuziek in het bisdom Aken, Regionalkantor Regio Aachen).
Ze was vele jaren de klaveciniste van het Koelner Kammerorchester, onder de leiding van Helmut Müller-Brühl, met wie ze vele platenopnamen heeft gemaakt. Ze was eveneens klaveciniste voor de Capella Clementina onder dezelfde dirigent. Ze maakte ook opnamen als klaveciniste voor het Brahms-Vokalquartett Bonn onder de leiding van Alfons Jonen.
Klavecimbelbouwer Rainer Schütze heeft in 1973 een 'Roswitha Trimborn Cembalo' gebouwd, als authentieke kopie van een historisch instrument.
Er zijn weinig biografische gegevens over haar bekend.

## Discografie
Trimborn's naam staat op vele opnamen vermeld van ensembles en groepen voor wie ze de basso continuo hield. Ze heeft ook eigen opnamen gemaakt, zoals:
- Mozart - Virtuoze Cembalomusik